# Erweiterter Reim
Erweiterter Reim ist in der Verslehre ein allgemeiner Begriff für Formen des Reims, bei denen auch Silben vor der letzten betonten Silbe lautliche Übereinstimmungen aufweisen. 

## Arten
Doppelreim
Reim ab der vorletzten und der letzten betonten Silbe.
Beispiel bei Clemens Brentano:
Die Abendwinde wehen,

Ich muß zur Linde gehen, […]
Schüttelreim
Doppelreim mit zwei Anfangslauten oder -lautgruppen, die den Platz tauschen.
Beispiel von Heinz Erhardt
Er würgte eine Klapperschlang’

bis ihre Klapper schlapper klang
 Mehrfachreim

Reim mit zwei oder mehr betonten Silben, also Verallgemeinerung des Doppelreims. Eine entsprechende Erweiterung des Reims auf drei oder gar mehr Silben findet sich vor allem im Genre des Rap. Am Beispiel von Eins Zwos „Wort drauf“ (mit Samy Deluxe und Falk):
Ein Grund, warum an der Waterkant die Beats fetter waren

Euer Sound hängt am Vaterland wie Kriegsveteranen!
 Vokalischer Halbreim
Reim mit der letzten betonten und der nachfolgenden, unbetonten Silbe, also eine Abschwächung gegenüber dem Doppelreim.
Beispiel von Hermann Hesse (Im Nebel):
Voll von Freunden war mir die Welt,

Als noch mein Leben licht war,

Nun, da der Nebel fällt,

Ist keiner mehr sichtbar.
 Rührender Reim
Kombination von Endreim und Konsonanz: Reimt auch den Anlaut der Reimsilbe mit, das heißt, auch die Konsonanten vor dem Vokal der betonten Reimsilbe klingen gleich. –
Spezialfälle:
- äquivoker Reim: Reimt homophone Wörter (Wald – wallt, lehren – leeren)
- identischer Reim: Reim durch Wortwiederholung.